# اعتصاب معدنچیان بریتانیا (۸۵–۱۹۸۴)
اعتصاب معدنچیان بریتانیا (۸۵–۱۹۸۴) (به انگلیسی: The miners' strike of 1984–85) یک اقدام بزرگ صنعتی برای جلوگیری از تعطیل کردن صنعت معدن‌کاری زغال‌سنگ بریتانیا بود. این اعتصاب توسط آرتور اسکارگیل از اتحادیه ملی کارگران معدن (NUM) علیه شورای ملی زغال‌سنگ (NCB)، یک سازمان دولتی هدایت می‌شد. دولت محافظه‌کار با نخست‌وزیری مارگارت تاچر می‌خواست قدرت اتحادیه‌های کارگری را کاهش دهد و با اعتصاب مخالفت کرد.
اتحادیه ملی کارگران معدن (NUM) دربارهٔ این اعتصاب به گروه‌های مختلف تقسیم شدند. تعداد کمی از اتحادیه‌های کارگری عمده از NUM حمایت کردند که دلیل اصلی آن عدم تفاهم در سطح ملی بود. برخوردهای خشونت‌آمیز پلیس با معترضان، تبدیل به پیروزی قاطع برای دولت محافظه کار شد و اعتصابات خاتمه یافت و اجازه تعطیلی بیشتر معدن‌های زغال‌سنگ بریتانیا را داد. بسیاری از ناظران این اعتصاب را «تلخ‌ترین اختلاف صنعتی در تاریخ انگلیس» می‌دانند. بیش از ۲۶ میلیون نفر شغل خود را از دست دادند. روزنامه‌نگار سئوماس میلن در مورد این اعتصاب گفت: «هیچ اعتصاب واقعی - از نظر اندازه، مدت زمان و تأثیر - مانند این اعتصاب در هیچ جای دنیا وجود ندارد».
اعتصاب در سپتامبر ۱۹۸۴ غیرقانونی اعلام شد، زیرا هیچ رأی‌گیری ملی برای اتحادیه ملی کارگران معدن برگزار نشده بود. اعتصابات در ۳ مارس ۱۹۸۵ به پایان رسید. پایان رسیدن این اقدام یک لحظه تعیین‌کننده در روابط صنعتی انگلیس بود، شکست اتحادیه ملی کارگران معدن (NUM) به‌طور قابل توجهی جنبش اتحادیه‌های کارگری را تضعیف کرد. ولی این یک پیروزی بزرگ برای مارگارت تاچر و حزب محافظه کار بود، زیرا دولت تاچر توانست برنامه اقتصادی خود را تلفیق کند. تعداد اعتصابات در سال ۱۹۸۵ به شدت کاهش یافت و قدرت اتحادیه‌های کارگری نیز به‌طور کلی کاهش یافت. سه مرگ ناشی از حوادث مربوط به اعتصاب بود.
صنعت زغال‌سنگ که بسیار کاهش یافته بود، در دسامبر ۱۹۹۴ به بخش خصوصی شد. در سال ۱۹۸۳، انگلیس ۱۷۴ گودال کار داشت که همه آنها در پایان سال ۲۰۱۵ بسته شده بودند. فقر در مناطق قبلی استخراج زغال‌سنگ افزایش یافت و در سال ۱۹۹۴ گرایمثورپ در جنوب یورک‌شر جنوبی فقیرترین محل سکونت در این کشور بود.